# Automóvil blindado (civil)

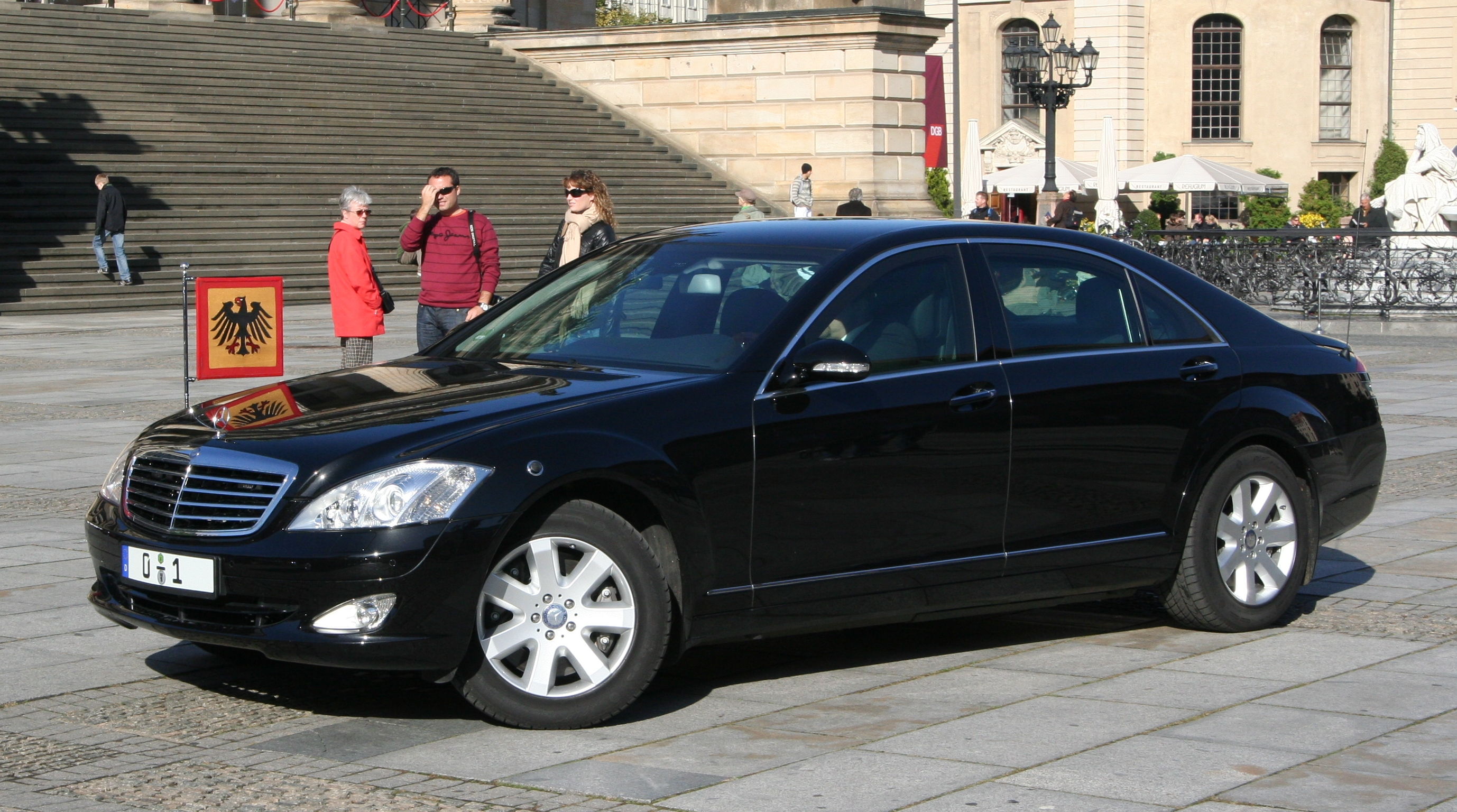
El Mercedes-Benz W221 blindado, empleado por el Presidente de Alemania.

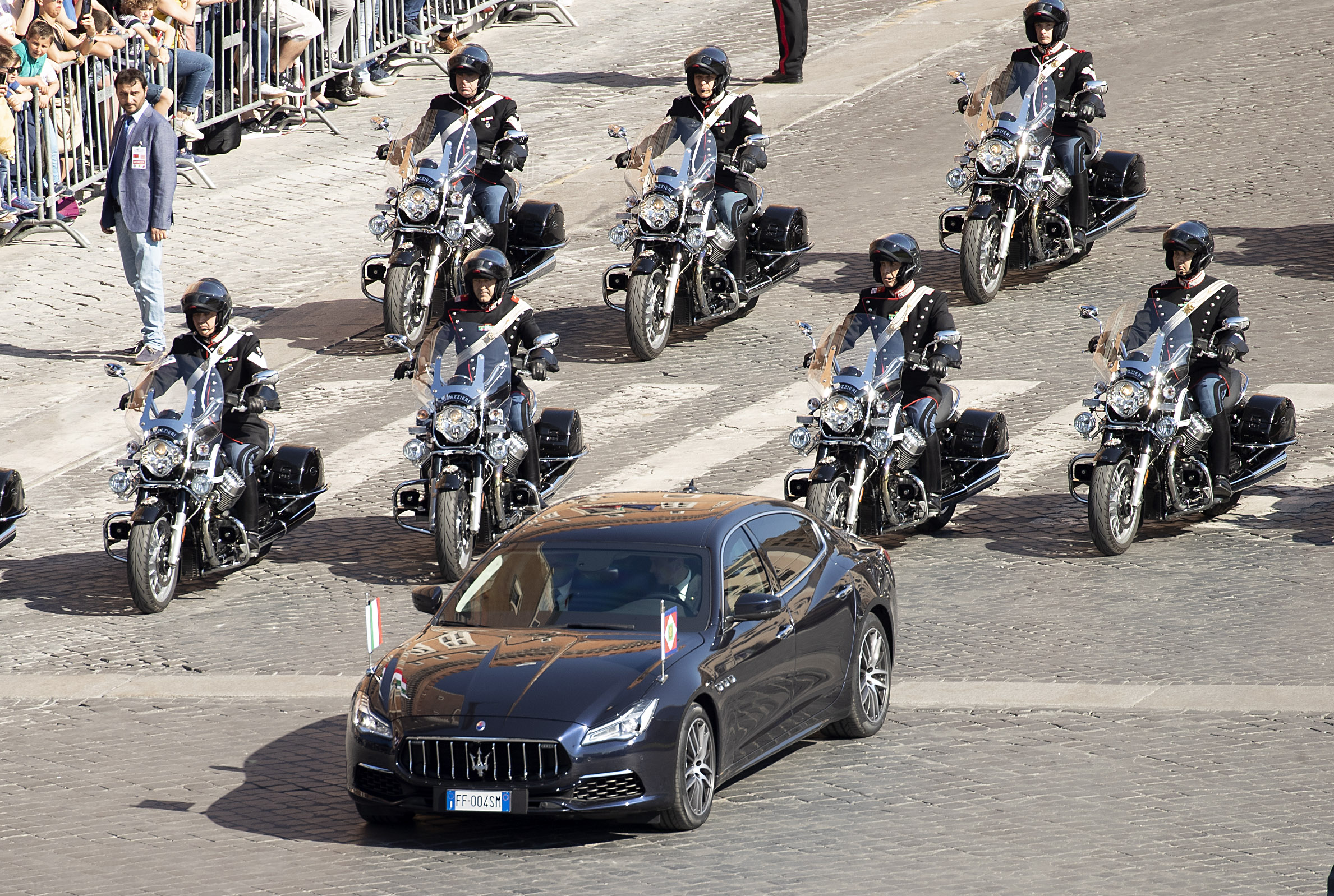
Maserati Quattroporte VI blindado, empleado por el Presidente de la República Italiana.

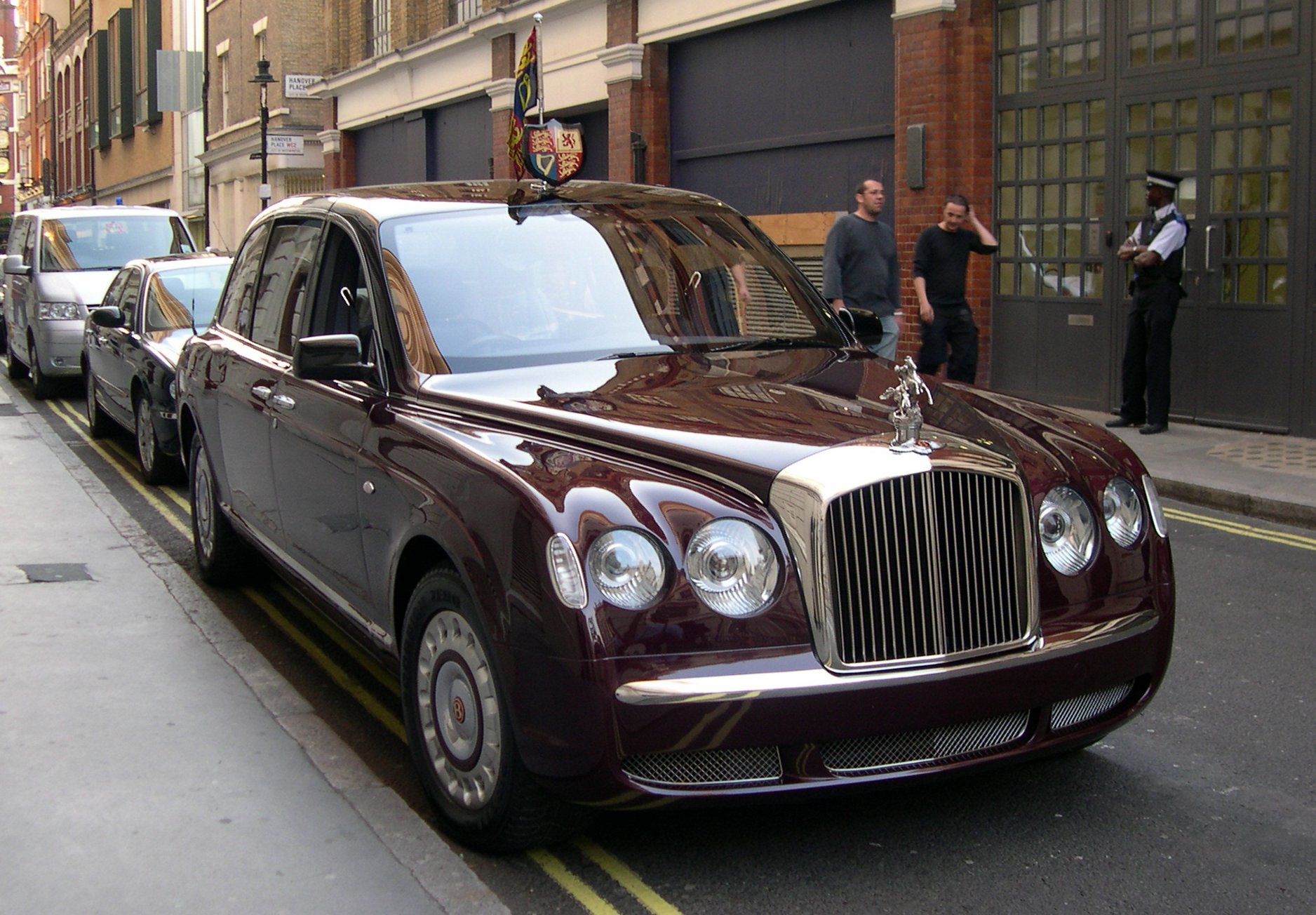
La Limusina Bentley State de la Reina Isabel II.

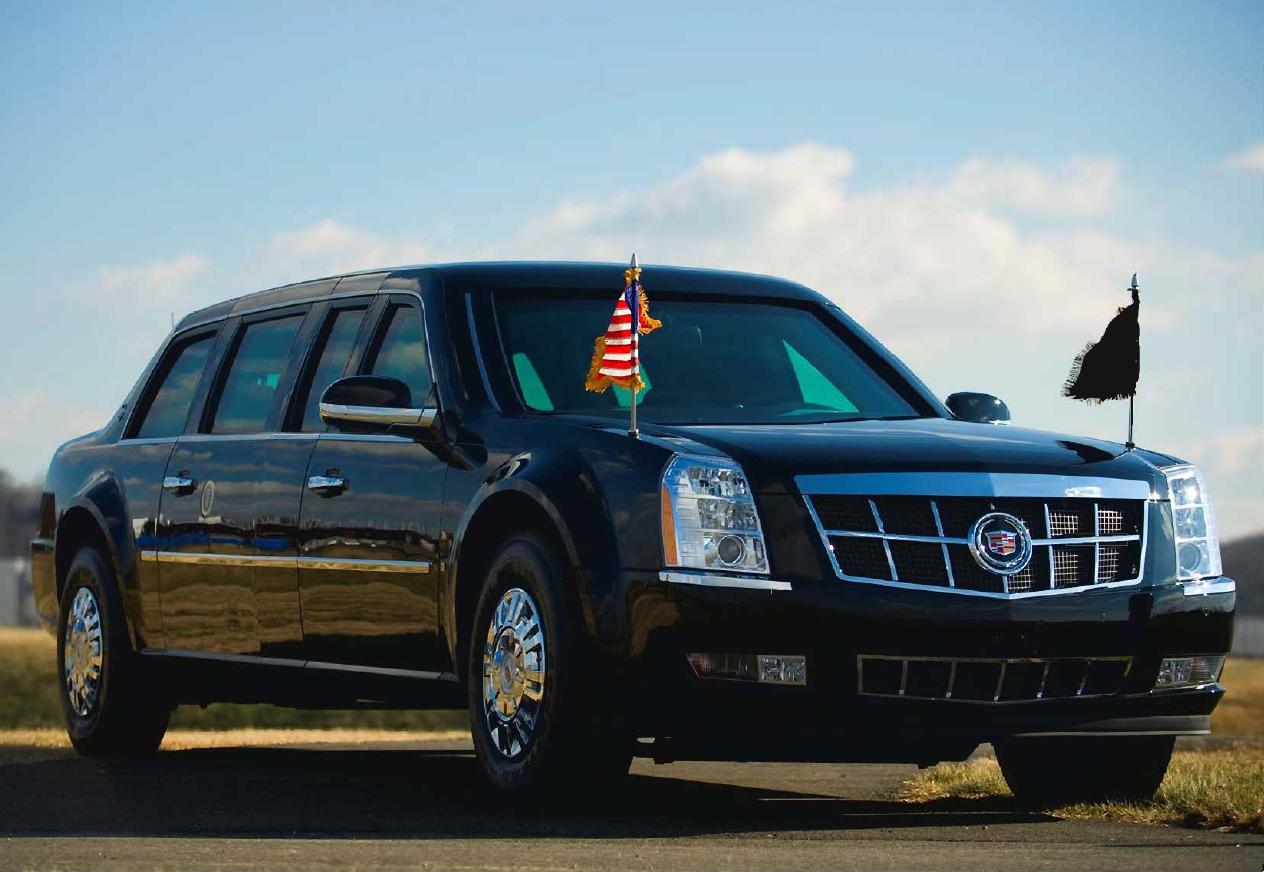
La Limusina presidencial, también conocida como Cadillac One.

El automóvil blindado civil es un vehículo de seguridad creado al reemplazar las ventanas de un vehículo estándar (usualmente una limusina o VUD) con vidrio blindado e insertando capas de blindaje en los paneles de la carrocería. Al contrario de un automóvil blindado militar, que tiene el blindaje montado en el exterior de la carrocería, un automóvil blindado civil usualmente no se distingue de un vehículo estándar.

## Diseño
Los automóviles blindados civiles son en su mayor parte versiones de automóviles de serie reequipadas, o en algunos casos, fabricados por la misma empresa, tales como los Vehículos de Seguridad Audi (A6 y A8), el Lincoln Town Car BPS, el Hyundai Equus, la serie BMW Seguridad (Serie 3 Seguridad, Serie 5 Seguridad, X5 Seguridad/Seguridad Plus y Serie 7 Seguridad) y los vehículos Mercedes Benz Guard (Clase E, ML, GL, G y S). Algunos automóviles blindados civiles pueden tener el blindaje a la vista, como el Knight XV, o no distinguirse de un automóvil sin blindaje. También hay variantes blindadas de automóviles más pequeños, como el Volkswagen Golf, para poder ocultar aún más su función y capacidades. Los VUD grandes, como el Lexus RX 350, a veces son empleados como automóviles blindados. Algunos automóviles blindados civiles pueden ser vehículos únicos sin equivalente estándar, tal como la actual Limusina presidencial estadounidense, hecha a partir de un chasis de camión medio modificado para parecerse a un Cadillac.
Un automóvil blindado es producido al reemplazar las ventanas con vidrio blindado e insertar capas de blindaje bajo los paneles de la carrocería, un laborioso proceso que por lo general toma unas cuantas semanas y frecuentemente cuesta más de 100 000 dólares. Los fabricantes generalmente dejan intacta la apariencia externa del vehículo, a fin de que se vea lo menos llamativo posible. Para esto se emplean materiales como la aramida (Kevlar), el polietileno de ultra alto peso molecular (Dyneema), materiales compuestos o planchas de acero inoxidable balístico.
Además del propio blindaje, están disponibles muchas otras modificaciones protectoras: extintores automáticos, neumáticos Run Flat, depósito de combustible resistente a explosiones, encendido remoto del automóvil, control de temperatura y presión de los neumáticos, una sirena o alarma, un intercomunicador entre el interior y el exterior del automóvil, y un sistema de megafonía, para que los guardaespaldas dentro del automóvil puedan comunicarse con personas en el exterior. A veces el interior puede estar sellado o sobrepresurizado, usando su propio suministro de aire, para protección contra ataques con gas lacrimógeno o gas tóxico. Como un beneficio adicional, los automóviles blindados ofrecen a sus ocupantes una mayor protección a la intrusión durante un accidente de tránsito.
El peso incrementado del blindaje y las modificaciones protectoras añadidos es contrarrestado por un motor y frenos más potentes, así como por amortiguadores reforzados. Esto significa que las piezas mecánicas de un automóvil blindado están sujetas a fuerzas más altas que lo normal, que a su vez reducen la vida útil del automóvil, aunque esto puede reducirse en parte al emplear piezas de alta resistencia que normalmente no se hallan en la contraparte estándar del automóvil blindado.

## Empleo
Los gobiernos pueden ofrecer automóviles blindados a los representantes electos y oficiales de alto rango que se hallan en riesgo. En zonas de alto riesgo, como Irak, Afganistán y la República Árabe Saharaui Democrática, incluso los oficiales y empleados públicos pueden ser protegidos con automóviles blindados. Las misiones diplomáticas y las empresas militares privadas usualmente emplean automóviles blindados como vehículos estándar.
Como el sustancial peso de un automóvil blindado afecta grandemente su conducción, los conductores de estos vehículos usualmente reciben entrenamiento especializado en conducción táctica. Dicho entrenamiento es ofrecido por escuelas de guardaespaldas y por unidades policiales y militares (como el Servicio Secreto de los Estados Unidos).
El automóvil blindado de un oficial gubernamental de alto rango frecuentemente forma parte de una columna automotriz, compuesta por docenas de otros vehículos, inclusive furgones blindados, autos de policía, ambulancias y otros.

## Certificación
Los automóviles blindados están disponibles en una variedad de niveles de blindaje, que van desde aquellos que resisten disparos de pistola y revólver, hasta los que resisten disparos de fusil antimaterial.
Los fabricantes de automóviles blindados frecuentemente certifican sus productos según un nivel específico, basado en estándares de varias normas técnicas, incluyendo:
- VPAM,[4] usualmente citado como nivel "VR" (Vehicle Resistance) y que va desde VR6 hasta VR9.[5]
- Nivel Balístico - Este es el tipo de nivel más común y está basado en las especificaciones del material empleado en el proceso de blindaje, así como otras consideraciones (tales como tener un compartimiento "protegido" sellado en el nivel B7), usualmente mencionado como B o BR.
- Vehicle Security Advisory Group (VASG) - Estándar británico para la construcción y prueba de automóviles blindados.
- National Institute for Justice (NIJ) - El certificado del Instituto Nacional de Justicia de los Estados Unidos se aplica tanto a chalecos antibalas como a vehículos blindados, teniendo cinco niveles.